# شهرستان سامیت (اوهایو)
شهرستان سامیت، اوهایو (به انگلیسی: Summit County, Ohio) یک سکونتگاه مسکونی در ایالات متحده آمریکا است که در اوهایو واقع شده‌است.